# 贝亚斯德瓜迪斯
贝亚斯德瓜迪斯，是西班牙安达卢西亚自治区格拉纳达省的一个市镇。总面积16平方公里，总人口378人（2001年），人口密度24人/平方公里。